# Hét megvilágosodási tényező
A hét megvilágosodási tényező neve páliul szatta boddzshanga. Kifejlesztésük, gyakorlásuk elvezet a megszabaduláshoz. A hét megvalósulási tényező:
1. éberség, tudatosság (szati[2])
2. valóság-vizsgálat, a valóság tanulmányozása (dhamma-vicsaja[3])
3. erő, állhatatosság (vírja[4])
4. elragadtatás, öröm (píti[5])
5. nyugvás, elnyugvás (passzaddhi[6])
6. összpontosítás (szamádhi[7])
7. felülemelkedett egykedvűség (upekkha[8])

## Páli irodalom
A Szutta-pitaka részét alkotó Szamjutta-nikájában a boddzshangák üdvösségre, világi tényezőkre utalnak, amelyek a megvilágosodás felé vezetnek.  Az Abhidhammában és a páli magyarázószövegekben a boddzshangák inkább a megvilágosodással kapcsolatos természetfeletti tényezőkre utalnak.

### Szutta-pitaka
Egy a Szamjutta-nikájában található párbeszéd szerint (címe: "Bhikkhu Sutta" - SN 46.5):
[Bhikkhu:] "Tiszteletreméltó Úr, azt mondják, hogy a 'megvilágosodás tényezői, a megvilágosodás tényezői.' Milyen értelemben mondják, hogy a megvilágosodás tényezői?"
[Buddha:] "Megvilágosodáshoz vezetnek, bhikkhu. Ezért mondják, hogy a megvilágosodás tényezői...."
A buddhista meditáció közben lehet elmélkedni a hét megvilágosodási tényezőn, illetve azok ellentét párjain: az öt akadály (érzéki vágy, ellenérzés, tompaság és tunyaság, izgatottság és nyugtalanság, kétely).  Ezen felül van egy Samjutta-nikája szútra, ami a megvilágosodási tényezők kifejlesztésével foglalkozik. Ezek mellett megjelenik a négy brahma-vihara (szerető kedvesség, együttérzés, együttérző öröm, egykedvűség).
A Szamjutta-nikájában lévő "Tűz párbeszédben" a Buddha kijelenti, hogy a tudatosság mindig hasznos, viszont amikor valakinek a tudata lomha, akkor ki kell fejlesztenie a vizsgálódás, az energia és az öröm megvilágosodási tényezőit. Ha viszont a tudat izgatott, akkor a nyugalom, koncentráció és egykedvűség tényezőit kell fejleszteni. .
A Szamjutta-nikája szerint egyszer, amikor a Buddha nagyon beteg volt, megkérte a tiszteletreméltó Mahacsundát, hogy szavalja el a hét megvilágosodási tényezőt neki. Ezáltal gyógyult meg a Buddha.

### Az Abhidhamma és más magyarázó szövegek
A Viszuddhimagga szövegeinek egyik része azokat a képességeket tárgyalja, amelyek a megértés eléréséhez és fenntartásához szükségesek  (dhjána). Buddhagósza a következőképpen azonosítja be a boddzshangákat:
- "Erős tudatosságra ... van szükség mindig...."
- "Amikor lomha a tudata túl laza energiával, stb., akkor ... akkor ezeket [három megvilágosító tényező] kell kifejlesztenie kedve a vizsgálódással..." (például dhamma-vicsaja, virija, piti).
- "Amikor a sok energiától túl izgatott a tudata, stb., akkor ... akkor ezeket [három megvilágosító tényező] kell kifejlesztenie kedves a nyugalommal..." (például passzaddhi, szamádhi, upekkha).[15]

## Meditáció
A meditáció során minden bizonnyal mindenki szembekerül az öt akadállyal (páli: pancsa nivaranáni). Ezek közül az egyik a lustaság és tunyaság (páli: thina-middha), amely lelkesedéstől mentes, kicsi vagy semennyi összeszedettségű. A másik a nyughatatlanság és aggodalom (uddhaccsa-kukkuccsa), amely során nem tud megnyugodni a tudat.
A fent említettek alapján, a "Tűz párbeszéd"ben (SN 46.53), ajánlatos örömöt vagy megszakítást, vizsgálódást és energiát alkalmazni amikor lustaságot vagy tunyaságot érzünk. Amennyiben nyughatatlanság vagy aggodalom lép fel lazítást, koncentrációt és egykedvűséget kell gyakorolni. A tudatosság folyamatosan jelen kell hogy legyen ahhoz, hogy meg tudjuk figyelni a fizikális és mentális változásokat, amelyek történhetnek üdvös vagy ártó irányban.

## Külső hivatkozások
- MN 118 Beszéd a légzés tudatosításáról Archiválva 2011. szeptember 20-i dátummal a Wayback Machine-ben
- Seven Factors of Enlightenment